# Квинт Фабий Вибулан (консул 467 года до н. э.)
Квинт Фабий Вибулан (лат. Quintus Fabius Vibulanus; V век до н. э.) — римский военачальник и политический деятель из патрицианского рода Фабиев, консул 467, 465, 459 годов до н. э. Был членом второй коллегии децемвиров.

## Происхождение
Квинт Фабий принадлежал к одному из самых знатных и влиятельных патрицианских родов Рима. Поздние источники возводили родословную Фабиев к сыну Геракла и италийской нимфы, утверждая также, что вначале этот род назывался Фодии (от латинского fodere — рыть), поскольку его представители с помощью ям ловили диких зверей. Антиковед Т. П. Уайзмен назвал это объяснение «достаточно необычным, чтобы быть правдой».
Капитолийские фасты называют преномены отца и деда квинта Фабия — Марк и Кезон соответственно; вероятно, Марк — это консул 483 года до н. э. Марк Фабий Вибулан.

## Биография
В 477 году в битве у Кремеры род Фабиев потерпел полное поражение от этрусков. Некоторые источники утверждают, что в этом бою погибли все Фабии кроме Квинта, который в сражении не участвовал, будучи слишком юн для этого; таким образом, все последующие Фабии были его потомками. Дионисий Галикарнасский со скепсисом относился к таким сообщениям: он предположил, что в очередном поколении многочисленного рода не мог быть только один мальчик. Тем не менее в источниках в период с 477 по 442 год до н. э. не упоминаются какие-либо другие Фабии, в том числе гипотетические двоюродные братья Квинта. С другой стороны, уже через 10 лет после Кремеры Вибулан стал консулом, что ставит под сомнение свидетельства источников.
Во время первого консульства (467 год до н. э.) коллегой Вибулана был Тиберий Эмилий Мамерк. Квинт Фабий инициировал вывод колонии в Антий для ослабления противоречий между плебеями и патрициями и предпринял поход на эквов. Коллегой Фабия по второму консульству (465 год до н. э.) стал Тит Квинкций Капитолин Барбат. Сенат «вне порядка» (extra ordine) назначил Фабия полководцем в войне с эквами. Тит Ливий сообщает о нескольких победах консула в сражениях.
В 462 году до н. э. Квинт Фабий был городским префектом в отсутствие консулов.
В 459 году до н. э. Квинт Фабий в третий раз стал консулом совместно с Луцием Корнелием Малугинским. Он одержал победы над вольсками и эквами и за это был удостоен триумфа. В следующем году он был одним из послов к эквам и снова городским префектом во время диктатуры Луция Квинкция Цинцинната.
В 450 году до н. э. Квинт Фабий стал членом второй коллегии децемвиров, ненадолго установившей в Риме олигархический строй. Тит Ливий называет его одним из двух вождей коллегии наряду с Аппием Клавдием. Фабий возглавил поход на сабинян, но потерпел поражение из-за нежелания плебеев воевать. Когда народ восстал и лишил децемвиров власти, Фабий в числе других членов коллегии ушёл в добровольное изгнание.

## Потомки
Сыновьями Квинта были Марк (консул 442 года до н. э.), Квинт (консул 423 года до н. э.) и Нумерий (консул 421 года до н. э.).